# Mil Mi-38
Mil Mi-38 là loại trực thăng vận tải dân sự lẫn quân sự do Mil thiết kế. Nó được coi là một sự thay thế cho Mil Mi-8 và Mil Mi-17. Chiếc trực thăng này bay lần đầu tiên vào ngày 22 tháng 12 năm 2003.

## Tính năng kỹ chiến thuật (Mi-38)
Đặc điểm tổng quát
- Kíp lái: 1/2 – 1 hoặc 2
- Sức chứa: 30 hành khách
- Chiều dài: 19,70 m ()
- Đường kính rô-to: 21,10 m ()
- Chiều cao: 5,13 m ()
- Diện tích đĩa quay: 349,5 m² ()
- Trọng lượng rỗng: 8.300 kg ()
- Trọng lượng có tải: 14.200 kg ()
- Động cơ: 2 × Klimov TV7-117V hoặc Pratt & Whitney Canada PW127/TS kiểu turboshaft, 1.864 kW (2.800 shp)  mỗi chiếc

 Hiệu suất bay 
- Vận tốc lên cao: ? m/s (? ft/min)
- Tải trên đĩa quay: 41 kg/m² (8,3 lb/ft²)
- Công suất/trọng lượng: 260 W/kg (0,16 hp/lb) [1]